# Paul Kingsman
Paul James Kingsman (ur. 15 czerwca 1967 w Auckland) – nowozelandzki pływak. Brązowy medalista olimpijski z Seulu.
Specjalizował się w stylu grzbietowym. Na igrzyskach debiutował w 1984 w Los Angeles. Cztery lata później wywalczył brąz na dystansie 200 metrów grzbietem. Stawał na podium mistrzostw Pacyfiku i Commonwealth Games (srebro na 200 m grzbietem w 1986 i 1990, srebro na dystansie 100 metrów grzbietem w 1986 i brąz w 1990). Wywalczył dwanaście tytułów mistrza Nowej Zelandii seniorów.